# Dearborn (Michigan)
Dearborn é uma cidade localizada no estado americano do Michigan, no Condado de Wayne.
A cidade foi fundada em 1795, e incorporada em 9 de janeiro de 1929. Dearborn é a cidade natal de Henry Ford, abrigando atualmente a sede da Ford, bem como diversas fábricas da companhia. Cerca de 30% da população da cidade são árabes, a maior percentagem entre qualquer cidade americana. Em 1980, a cidade possuía 90 660 habitantes, e em 1990, 89 286 habitantes.

## Demografia
Segundo o censo americano de 2000, a sua população era de 97.775 habitantes.
Em 2006, foi estimada uma população de 92.382, um decréscimo de 5393 (-5.5%).

## Geografia
De acordo com o United States Census Bureau tem uma área de 63,3 km², dos quais 63,1 km² cobertos por terra e 0,2 km² cobertos por água. Dearborn localiza-se a aproximadamente 180 m acima do nível do mar.

## Localidades na vizinhança
O diagrama seguinte representa as localidades num raio de 8 km ao redor de Dearborn.